# Mictlan

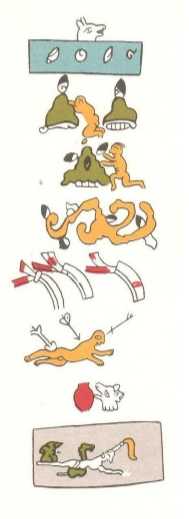
Les huit espaces du Mictlan, décrits sur une feuille du Codex Vaticanus A ou Codex Rios.

Mictlan (du nahuatl micqui (« la mort ») et tlan (« endroit, lieu »), ou par extension, « lieu des morts »), aussi appelé Chicunauhmictlan ou Ximoayan (« lieu des décharnés »), désigne dans la mythologie aztèque, les régions de l'au-delà que doivent parcourir les défunts en vue de libérer leur teyolia (l'âme, une des trois entités qui forment l'être humain selon les nahuas), et leur énergie vitale, tonalli. Ces régions sont souvent désignées comme l'inframonde par les ethnologues et seul s'y rendent les individus morts « de terre » désignés par l'expression tlalmiqui (du nahuatl tlalli (« la terre ») et de micqui (« mourir »)).
Mictlan est le domaine du dieu Mictlantecuhtli et de son épouse Mictecacihuatl.

## Mythologie aztèque

### Description
L'inframonde du Mictlan est composé de huit ou neuf régions selon les sources, où les morts réalisent un voyage posthume qui dure quatre ans et à travers duquel ils doivent affronter des épreuves et de nombreux dangers. Durant ce processus le défunt passe par plusieurs stades, se décharne puis se dématérialise jusqu'à la réussite de la libération de la force vitale, tonnali et de l'âme, teyolia.
Seules les personnes décédées de morts naturelles, de vieillesse ou de maladies communes se rendent au Mictlan, qu'ils soient seigneurs ou issus de classes sociales modestes comme les macehuales. Cela exclut les morts rituels issus de sacrifices qui se rendent au Tonatiuhichan ou Ilhuícatl-Tonatiuhtlán, tout comme les guerriers tombés au combat représentés par les Macuiltonaleque, les captifs tués de la main de leurs ennemis ou les femmes mortes en couche appelées Cihuateteo. Les morts noyés, touchés par la foudre, de maladies liées à l'eau ou consacrées à Tlaloc se rendent au Tlalocan. Les jeunes enfants séjournent temporairement dans le Chichihuacuauhco, et s'y alimentent jusqu'à pouvoir revenir sur terre et bénéficier d'une seconde chance.
Une expression pose le problème de l'énigme de la mort. « Tocenchan, tocenpolpolihuiyan » (qui peut être traduit par plusieurs expressions comme « notre maison commune », « notre région commune où nous irons nous perdre », « le lieu où tous vont ») supposerait que tous les défunts, sans exception, passeraient par le Mictlan. Selon le Codex de Florence ce séjour serait définitif pour certains, tandis que pour d'autres ce ne serait qu'un endroit de passage.
L'américaniste Christian Duverger a émis l'hypothèse que le voyage vers le Mictlan était une «migration inversée», au cours de laquelle le défunt reproduisait en sens inverse les pérégrinations de ses ancêtres Mexica venus du nord.

### Origines

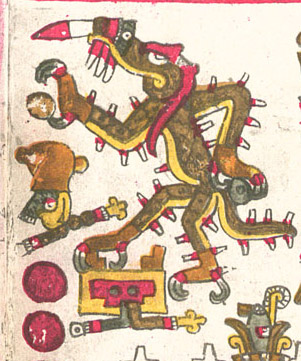
Cipactli décrite dans le codex Borgia.

Dans le mythe fondateur aztèque de la création du monde tel qui est relaté dans la légende des soleils, Quetzalcóatl et Tezcatlipoca assassinent Cipactli une créature chimérique vorace qui flotte dans le vide primordial et se servent de son corps coupé en morceaux pour organiser le cosmos. Sa tête sert à créer les plans célestes des treize cieux, son corps l'espace terrestre du Tlalticpac et enfin sa queue et ses extrémités servent à créer les régions de l'inframonde. Après s'être couché et durant la nuit terrestre, le dieu soleil Tonatiuh traverse le Mictlan pour l'illuminer, d'où la relation intrinsèque qui existe entre la nuit et les régions de l'au-delà.
Quetzalcóatl se rend au Mictlan d'où il rapporte les os des humains des créations précédentes et s'en sert ensuite pour créer l'humanité actuelle. Toutefois, dans l'Historia eclesiástica indiana de Gerónimo de Mendieta, c'est Xolotl sous la forme d'un chien Xoloitzcuitle et non Quetzalcóatl qui va au Mictlan chercher les os dont les dieux ont besoin pour créer une nouvelle humanité. Dans le même ouvrage, selon Mendieta, Xolotl est le sacrificateur et non une des victimes au moment où les dieux sont immolés lors de la création du Cinquième soleil.

### Régions et voyage des défunts vers le Mictlan
Hormis des mentions occasionnelles, il n'existe que deux sources originales détaillées concernant le voyage des défunts vers le Mictlan : Bernardino de Sahagun dans son Histoire générale des choses de la Nouvelle-Espagne aussi appelé Codex de Florence, et le Codex Vaticanus A aussi appelé Codex Rios en partie écrit par Pedro de los Rios. Elles présentent des similitudes mais diffèrent sur un certain nombre de points.
Le Codex Vaticanus A présente le tableau le plus clair. Ses deux premières pages mentionnent en caractères latins et représentent de manière graphique le passage par huit régions. Ana Guadalupe Diaz Alvarez qui analyse ce codex, note que l'artiste choisi d'illustrer le Mictlan comme une suite d'actions entreprises par le défunt qui forment des moments d'une suite narrative. Alors que les espaces célestes du même artiste sont figurés comme parfaitement définis. Certains éléments demeurent obscurs, comme le « lieu où flottent les drapeaux » ou le « lieu où les gens sont fléchés » mentionnés dans ce codex. Nathalie Ragot reconnaît que « ces deux passages restent pour nous énigmatiques »
Sahagún mentionne également huit niveaux mais organisés de manière différente. Dans le Codex de Florence figurent des appellations en nahuatl.
Christian Aboytes dans son ouvrage Amoxaltepetl, "El Popol Vuh Azteca" dresse un Mictlan à neuf niveaux ainsi qu'une description détaillée de chacun d'eux.
| Les huit niveaux du Mictlán selon le Codex Vaticanus A et détaillés selon Christian Aboytes. |                                                                                                 |                                                                          | |
| Nom                                                                                          | Nom                                                                                             | Nom                                                                      | Description |
| 1                                                                                            | - Itzcuintlán - Apanohuaia - Aponayan - Apanohuaia                                              | "Lieu des chiens" "Lieu au delà de l'eau" "Passage de l'eau"             | Dans le codex, ce niveau est représenté par un rectangle bleu contenant des coquillages et surmonté d'une tête de chien. Dans cette région les morts doivent traverser le fleuve Apanohuacalhuia, là où habite Xochitónal, une créature mythique à tête d'iguane ou d’alligator. Pour cela, il leur fallait l'aide d'un chien Xoloitzcuintle qui évaluaient tout d'abord si le défunt était digne de poursuivre. Si le candidat avait maltraité des chiens durant sa vie, il était condamné à errer telle une ombre sur les rives du fleuve sans pouvoir le traverser, sous peine d'être dévoré par Xochitónal et sans pouvoir atteindre le repos éternel. Le vent qui souffle sur les rives étouffe les complaintes des morts indignes de traverser. Le fleuve délimite la frontière entre le monde des vivants et celui des morts. C'est la résidence du dieu Xólotl, dieu du crépuscule et seigneur de l'étoile du berger le soir. |
| 2                                                                                            | - Tepeme Monamictlán - Tepeme Monamictia - Tépetl Monamicyan - Tépectl Monamictlan              | "Lieu où les montagnes se heurtent"                                      | Dans le codex, ce niveau est représenté par un homme entre deux montagnes. Cette région est composée de deux énormes montagnes qui s'ouvrent et se referment en se heurtant violemment de manière continue. Le défunt doit choisir le moment propice pour traverser sans finir broyé. C'est la résidence de Tepeyóllotl, dieu des montagnes et de l'écho, seigneur des jaguars. |
| 3                                                                                            | - Itztépetl                                                                                     | "Montagne d'obsidienne"                                                  | Dans le codex, ce niveau est représenté par un homme faisant face à une montagne dans laquelle sont fichés des silex. Dans cette région se trouve une montagne parcourue par un chemin d'obsidiennes effilées que le défunt doit arpenter. Les obsidiennes déchirent la peau et commencent à décharner les corps des défunts. C'est la résidence d'Itztlacoliuhqui, dieu de l'obsidienne, du froid et seigneur du jugement et des punitions. Pour le punir d'avoir défié le dieu soleil Tonatiuh sous sa forme du dieu de l'aurore Tlahuizcalpantecuhtli, Itztlacoliuhqui devenu le dieu du gel est condamné à remplir ce lieu d'obsidiennes effilées. |
| 4                                                                                            | - Cehuelóyan - Cehuecáyan - Itzehelóyan - Itzehecáyan                                           | "Lieu où souffle un vent glacial / Lieu du vent d'obsidienne"            | Dans le codex, ce niveau est représenté par les méandres du vent dans lesquels sont fichés des silex. Cet espace forme avec le niveau suivant un grand désert assimilé sous le nom général de Itzehecáyan. Le Cehuelóyan en est la première partie, composée d'une vaste zone gelée avec huit collines escarpées aux arêtes vives où la neige tombe en permanence. Il y souffle un vent glacial si violent qu'il soulève les roches tranchantes qui blessent et taillent les défunts, dans le but qu'ils abandonnent ici leurs effets personnels, leurs habits, leurs bijoux ou leur butin. C'est la résidence de Mictlecayotl ou Mictlampehécatl, dieu du vent qui vient du nord. Depuis cet espace Mictlecayot apporte l'hiver sur l'espace terrestre. |
| 5                                                                                            | - Pancuetlacalóyan - Pancuecuetlacáyan - Paniecatacóyan                                         | "Lieu où les gens se retournent comme des drapeaux"                      | Dans le codex, ce niveau est représenté par trois bannières ressemblant aux drapeaux que portent les individus destinés au sacrifice. Dans cette seconde partie du grand désert Itzehecáyan et au pied de la dernière colline du Cehuelóyan, commence une vaste lande d'altitude composée de huit páramos où la gravité n'existe plus. Il y est très difficile d'y avancer et les défunts sont à la merci des vents qui les malmènent comme des drapeaux jusqu'à ce qu'ils puissent enfin quitter les plaines, à moins qu'ils ne soient ramenés en arrière par les bourrasques. C'est la résidence de Mictlecayotl ou Mictlampehécatl, dieu du vent du nord. |
| 6                                                                                            | - Temiminalóyan - Timiminaloayan                                                                | "Lieu où les gens sont criblés de flèches"                               | Dans le codex, ce niveau est représenté par un homme couché atteint par trois flèches. Cette région est considérée comme un long sentier sur lequel le défunt subi l'assaut de flèches ou de pointes aiguisées dans le but de le vider de son sang et qu'il ne quitte pas cette région. Parfois ce sont des mains invisibles qui accablent le défunt en lançant les flèches, dans d'autres versions il s'agit d'une forêt dans laquelle les flèches filent à l'aveuglette. |
| 7                                                                                            | - Teyollocualóyan - Teocoylehualoyan - Teocoyocualloa - Teocoyolcualloyan                       | "Lieu où le coeur des gens est dévoré"                                   | Dans le codex, ce niveau est représenté par un cœur humain qu'un carnassier s'apprête à dévorer. Cette région est le domaine de bêtes féroces qui ouvrent la poitrine des défunts pour dévorer leur cœur. Si le défunt parvient à s'échapper de la région précédente, il finit fatalement face à une bête féroce dans celle-ci et son cœur lui est ôté. C'est aussi le domaine de Tepeyóllotl, dieu des montagnes et de l'écho, seigneur des jaguars. |
| 8                                                                                            | - Apanohualóyan - Apanohualoyán - Apanhuiayo - Itzmictlán-Apochcalocán - Izmictlán-Apochcalolca | "Lieu où il vous faut traverser l'eau" "Lieu sans orifice pour la fumée" | Dans le codex, ce niveau est représenté par un homme couché les yeux fermés duquel s'échappe sa force vitale en jaune, son tonalli. Le tout est entouré d'un rectangle gris. Désormais sans cœur, le défunt doit traverser l'embouchure du fleuve Apanohuacalhuia, une masse d'eau noire. Le défunt s'y débat avant d'atteindre l'autre rive, mais ses peines ne sont pas encore finies car il doit encore traverser une vallée embrumée qui l'aveugle et parcourue par neuf rivières profondes. Fatigué et exsangue, la traversée de cette vallée pousse le défunt à se connecter avec les événements passés de sa vie jusqu'à ce qu'il atteigne un état de conscience d'unité avec le monde et cesse de souffrir en libérant son tonalli. S'il se perd dans le brouillard ou se noie dans les rivières, le défunt ne peut accéder au repos éternel. |
| (9)                                                                                          | - Chiconahualóyan - Chiconahuayán - Chicnauhmictlan                                             | "Lieu où il y a neuf rivières" "Neuvième lieu de Mictlan"                | Dans le Codex Rios, ce niveau n'est pas représenté. Il est pourtant documenté séparément de la région précédente par Christian Aboytes dans son livre Amoxaltepetl, "El Popol Vuh Azteca". Il y désigne le Mictlan avec le terme nahuatl « Chiconauhmictlán » (littéralement « neuvième lieu des morts »). L'auteur nuance tout de même que cet espace qu'il sépare des autres régions est parfois inclut dans la région précédente Izmictlán-Apochcalolca. Cette région comprend seulement la vallée embrumée parcourue de neuf rivières. Chaque rivière est associée à un état de conscience que le défunt doit atteindre pour se libérer : 1. Le défunt lutte pour sa survie, et réfléchit sur l'existence de la vie et à quel point elle est une bataille de chaque instant. En reconnaissant l'effort des autres et leur courage (entre autres celui des autres défunts à ses côtés et des épreuves parcourues), il passe au stade suivant. 2. Le défunt pense à sa condition et doit être capable d'agir sans penser, de se détacher du raisonnement. 3. Le troisième état est celui du désir d'importance, où le défunt doit ouvrir les yeux sur le fait que s'il n'avait pas été aveuglé un seul instant par le désir de dominer l'autre, il aurait vécu une vie plus prospère. 4. Dans le quatrième état de conscience, celui de la clarté, le défunt doit réaliser que des personnes ont été présentes pour lui ou pour l'aider et que parfois il ne leur a accordé aucune importance. Il doit se réconcilier avec ses relations et mettre de l'ordre dans son esprit. 5. Une fois son esprit éclaircit, le défunt a clairement accès a ce qu'il désirait réaliser dans sa vie, quel était son but et sa vision. Le défi de ce palier est de sentir qu'une vision claire et des relations saines auraient apporté de plus grandes réussites. 6. Arriver au sixième état suppose une volonté active d'aider autrui dans la réalisation de leurs buts. Le défunt doit reconnaître que demander de l'aide ou en apporter est une force. 7. Le défunt doit se réveiller à un stade où il accepte de s'unir avec sa vie telle qu'elle fut sans éprouver de résistances, ni de plaintes ou de regrets. 8. Le huitième état est celui de la plénitude, où le défunt doit ressentir une profonde connexion entre ce qui l'entoure, le monde et lui-même pour passer au stade suivant. 9. Le défunt doit faire l'expérience de l'unité, admettre qu'il n'existe pas de séparation entre l'intérieur et l'extérieur, entre lui et les autres et que l'existence est un tout indissociable. Par ce chemin il atteint le repos éternel. |

| Les huit niveaux du Mictlán selon le Codex de Florence de Bernardino de Sahagun. |                             |                                                             | |
| Nom                                                                              | Nom                         | Nom                                                         | Description |
| 1                                                                                | - Tepetl Imonamiqujale      | "Les deux montagnes qui se touchent"                        | C'est l'équivalent de la seconde région du Codex Rios, le Tepeme Monamictlán. |
| 2                                                                                | - Qujpia yn coatl           | "Le chemin sur lequel un serpent attend le défunt"          | Cet espace pourrait être l'équivalent de la septième région du Codex Rios où le cœur est dévoré, le Teyollocualóyan. |
| 3                                                                                | - Xochitonal                | "Lieu où se trouve le lézard vert qu'on appelle Xochitonal" | C'est l'équivalent de la première région du Codex Rios, l'Itzcuintlán. |
| 4                                                                                | - Chicuey ixtlatoatl        | "Huit déserts"                                              | C'est l'équivalent de la cinquième région du Codex Rios, le Pancuetlacalóyan. |
| 5                                                                                | - Chicuetiliuhcan           | "Huit collines"                                             | C'est l'équivalent de la quatrième région du Codex Rios, le Cehuelóyan. |
| 6                                                                                | - Itzehecaian - Itzehecáyan | "Lieu du vent d'obsidienne"                                 | Étrangement, alors que le Codex Rios et que certains anthropologues font de cet espace un domaine général qui inclut les quatrième et cinquième niveaux du Mictlan, il s'agit d'un espace indépendant selon les études de Bernardino de Sahagun. |
| 7                                                                                | - Chiconahuapan             | "Lieu où il y a neuf rivières"                              | C'est l'équivalent de la dernière région du Codex Rios, l'Apanohualóyan. |
| 8                                                                                | - Nom manquant              | X                                                           | Ici, le défunt se présente devant le seigneur des morts appelé Mictlantecutli, qui décide de le dévorer « vivant » ou de le reconnaître comme digne d'accéder au repos éternel.                                                                  |

## Localisation
Dans un plan vertical où le monde comporte treize cieux et les régions de l'au-delà, le Mictlan est un lieu obscur et puant situé dans le centre de la terre (en nahuatl « Tlalxicco », de « tlalli » (la terre) et de « xicco », locatif de « xitli » (le nombril)), et gouverné par Mictlantecuhtli et son épouse. La localisation du Mictlan dans un plan horizontal est plus rarement évoquée. Le terme « Mictlampa » (littéralement « du côté du Mictlan ») désigne le nord dans le dictionnaire de Molina. En relation aux espaces célestes et à l'au-delà, l'espace terrestre de l'humanité désigné comme « Tlalticpac », se déploie horizontalement.

### Théories de localisations
Selon l'analyse d'Ana Díaz dans "Cielos e inframundos", le terme Mictlan tel qu'il est transcrit des coutumes orales rituelles nahuas est systématiquement associé au terme « topan » (sur, au-dessus). Comme dans la phrase « in topan in mictlan in ilhuicac » (au-dessus de nous, au Mictlan, dans le ciel). En se basant sur le travail de Mercedes Montes de Oca qui s'intéresse aux problèmes de traduction et de conceptualisation du nahuatl vers des langues étrangères, l'autrice met en relief l'absence d'association du terme Mictlan avec un espace situé au-dessous ou inférieur à la terre, suggérant l'idée que le Mictlan a pu être considéré philosophiquement comme une partie de l'espace céleste. Ou tout du moins qu'on observe une ambiguïté d'association du Mictlan avec un lieu fixe et concret étant donné qu'il entretient une relation de réciprocité avec les espaces clairement désignés comme supérieurs par le terme « ilhuicac » (ciel, paradis). Car tout comme eux, il est un lieu de transformation, de création, d'organisation où les choses peuvent être imaginées et déterminées. Il s'agit plus de parler d'un ultra-monde ou d'un au-delà que d'un inframonde. Selon Ana Díaz, les illustrations des pages 29 et 30 du Codex Borgia mettent en relief le fait que les mondes supérieurs et inférieurs partagent une même essence, mais leurs qualités résident dans la transformation par l'action rituelle de la parole et de l'offrande qui précèdent et dirigent leur création par les quatre dieux créateurs.
Katarzyna Mikulska dans son article qui porte sur le concept « ilhuicac » (ciel), qu'elle étend à une analyse de la place géographique du Mictlan dans la culture nahua, avance le fait qu'il n'existe pas tant de distinction entre ce qui est au-dessus et ce qui est en dessous, mais plutôt entre les aspects diurnes ou nocturnes des espaces verticaux. Selon elle, cela se voit confirmé dans les représentations graphiques des codex qui illustrent de la même manière le ciel nocturne et le Mictlan à l'intérieur de la terre. Les différences de représentations entre ciel nocturne et ciel diurne s'expriment par l'usage de couleurs qui peuvent également représenter des directions dans l'espace. Noir pour le nord, bleu pour le sud, rouge pour l'est, blanc pour l'ouest.

### Terminologie
Mictlan n'était pas le seul terme employé dans les sources primaires aztèques et espagnoles. Les indigènes employaient plusieurs autres qualificatifs pour désigner le Mictlan, chacun d'entre eux renvoyant à un aspect particulier de cet inframonde.
Il est parfois appelé « Ximoayan » (ou « Ximoan ») c'est-à-dire le « lieu des décharnés ». Cette expression doit être mise en rapport avec l'état du défunt lorsqu'il arrive au Mictlan après toutes les épreuves qu'il a dû affronter au cours du voyage pour y parvenir. Le terme « Chicnauhmictlan » (« neuvième lieu des morts ») est un terme à caractère géographique, qui situe le Mictlan au neuvième et dernier niveau de l'au-delà. Il est parfois dit « tlalli inepantla », c'est-à-dire « au centre de la terre ». Selon Nathalie Ragot, il faudrait comprendre « plutôt qu'au centre de la terre, au cœur de celle-ci, dans le sens de profondeur ».
Les chroniqueurs espagnols, pour leur part, à défaut d'en saisir le contenu exact, assimilaient à tort le Mictlan à la notion chrétienne d'« enfer » et employaient fréquemment le terme espagnol « infierno » ce qui a donné dans les traductions espagnoles plus tardives « inframundo », alimentant la confusion géographique. Selon Nathalie Ragot, « Il n'est pas nécessaire d'insister sur l'inexactitude de cette association, même si ces deux conceptions de l'inframonde présentent parfois des points communs, comme cela arrive avec d'autres religions ».

## Rite funéraire
Lorsqu'un défunt est considéré comme devant se rendre au Mictlan, les jambes du corps sont repliées puis attachées pour pouvoir couvrir le corps d'une couverture de coton pour un noble, ou d'ixtle, une fibre végétale résistante issue de l'agave, s'il s'agit d'une personne commune. De l'eau est versée sur la tête en récitant à ce moment une prière "Voilà l'eau dont tu as profité en vivant sur le monde (Tlacticpac)". Durant ce rituel, une pierre verte est mise dans la bouche du défunt dans le but d'en faire le réceptacle de son tonalli ou énergie vitale lorsqu’elle abandonne le corps. Bernardino de Sahagún mentionne qu'on équipait le défunts de «papiers» pour affronter les dangers du Mictlan et dans l'appendice du Livre III de Codex de Florence, il explique qu'au moment de la préparation du corps on s'adresse au défunt et on lui mentionne les différentes étapes par lesquelles il passera.
Avant d'incinérer le sac mortuaire et les offrandes accordées, un chien de préférence de couleur blond-cendré ou roux est sacrifié pour accompagner le défunt dans son voyage à travers le Mictlan. Bernardino de Sahagún mentionne que le chien roux devait aider le défunt à traverser le fleuve nommé Chiconauapan en le transportant sur son dos. C'est également l'élément le plus constant dans les enquêtes anthropologiques. Curieusement, alors qu'il affirme que ni les chiens noirs, ni les blancs ne permettaient de traverser, dans les récits modernes, le chien est souvent noir. La race de chien Xoloitzcuitle était en partie élevée par les Mexicas à des fins sacrificielles. Ils les élevaient aussi comme animaux domestiques avec respect et grand soin et leur nouaient un lien de coton autour du cou, d'en l'espoir de les reconnaître une fois arrivés au Mictlan.